# Jean Guillou
 Ikke at forveksle med Jan Guillou.
Jean Victor Arthur Guillou (født 18. april 1930, død 26. januar 2019) var en fransk komponist, organist, pianist og pædagog.

## Biografi
Guillou blev født i Angers. Efter sine første studier i klaver- og orgelspil blev han organist ved kirken St. Serge i Angers i en alder af 12 år. Han studerede derefter ved Paris Conservatoire under Marcel Dupré, Maurice Duruflé og Olivier Messiaen. I 1955 fik han stillingen som professor i orgel og komposition ved Institut for kirkemusik i Lissabon. I 1958 flyttede han til Berlin, hvor han boede i de følgende fem år. Her komponerede og uropførte han sine første værker. I 1963 vendte han tilbage til Paris efter at være blevet udnævnt til Titulær Organist ved kirken Saint Eustache som efterfølger for André Marchal. Han blev udnævnt som Organist Emeritus ved St. Eustache i september 2014. Guillou afsluttede sine 52 år som organist ved kirken i marts 2015.
Han har et verdensomspændende ry som koncertorganist og improvisator. Derudover har han ofte fungeret som pianist; for eksempel udøvede han de engelske og franske uropførelser af Julius Reubkes oversete klaversonate i b-mol.
Guillous engagement i orgelbygning førte til samarbejde med flere orgelbyggere og opførelse af nye orgler i l'alpe d'Huez( F) (1978, Kleuker), i Sang d'Oiseau kirke i Bruxelles (1981, Kleuker), i Zürichs Tonhalle (1988, Kleuker-Steinmeyer) på Konservatoriet i Napoli (2006, Tamburini-Zanin) i Auditorio de Tenerife (2005, Blancafort) og senest i San Antonio dei Portoghesi kirken i Rom (2008, Mascioni) og i Katedralen i Leon i Spanien (2013, Klais).
Han komponerede over 90 værker – til orgel-, kammer-og orkestermusik – samt mange transskriptioner for orgel, primært offentliggjort af Schott-Musik. Hertil kommer, at han har udgivet mere end 100 andre indspilninger, herunder de samlede orgelværker af Johann Sebastian Bach, César Franck og Robert Schumann. Desuden en række historiske improvisationer (f.eks. Visioner Cosmiques, 1969, eller Jeux d'orgue, 1970, begge genindspillet i 2010 af Universal-Decca), såvel som de fleste af hans egne kompositioner for orgel en serie af 7 Cd'er (2010) for det Universelle - Decca records label.
Fra 1970-2005 underviste Guillou i orgelspil og improvisation ved det årlige Zürcher Internationale Meisterkurse. Siden 2007 har disse mesterklasser været afholdt på St. Eustache i Paris, Frankrig. Blandt hans tidligere elever er Bernhard Thomsen, Francesco Filidei, Yanka Hekimova, Livia Mazzanti, Leonid Karev, Zsuzsa Elekes og Jean-Baptiste Monnot. I juli 2015 han blev udnævnt til æresprofessor ved Saarer Hochschule für Musik.

## Kompositioner

### Orgelsolo
- Fantaisie op. 1 (1954. Mainz: Schott, 2005)
- 18 Variationer op. 3 (1956. Mainz: Schott, 2005)
- Sinfonietta op. 4 (1958/revideret 2005. Mainz: Schott, 2005)
- Ballade Ossianique No. 1 ("Temora") op. 8 (1962/revideret 2005. Mainz: Schott, 2005)
- Toccata op. 9 (1953. Mainz: Schott, 2004)
- 6 Sagaer op. 20 (1970. Mainz: Schott, 2005)
- Ballade Ossianique No. 2 ("Les Chants de Selma") op. 23 (1971/revideret 2005. Mainz: Schott, 2005)
- La Chapelle des Abîmes op. 26 (1973. Mainz: Schott, 2005)
- Scènes d'enfants op. 28 (1974. Mainz: Schott, 2005)
- Jeux d'Orgue op. 34 (1978. Wien: Universal Edition, 1984)
- Suite hæld Rameau op. 36 (1979. Boston, MA: Wayne Leupold Udgaver, 1994)
- Saga No. 7 op. 38 (1983. Wien: Universal Edition, 1984)
- Piyano da Trio Nr 1 op. 40 (1984. Paris: Durand, 1985)
- Chamades !  op. 41 (1984. USA: H. T. FitzSimons, 1984)
- Improviseret for pedal solo op. 42 (1985. Wien: Universal Edition, 1988)
- Hypérion ou la Rhétorique du Feu op. 45 (1988. Boston, MA: Wayne Leupold Udgaver, 1996)
- Säya ou l'Oiseau Bleu op. 50 (1993. Mainz: Schott, 2004)
- Éloge op. 52 (1994. Boston, MA: Wayne Leupold Udgaver, 1995)
- Alice au pays de l'orgue for orgel og fortælleren op. 53 (1995. Mainz: Schott, 1998)
- Pensieri hæld Jean Langlais op. 54 (1995. USA: H. T. FitzSimons, 1996)
- Instants op. 57 (1998. Mainz: Schott, 2015)
- Pièces furtives op. 58 (1998. Mainz: Schott, 2000)
- Hymnus op. 72 (2008. Mainz: Schott, 2009)
- Henviser op. 77 (2011. Mainz: Schott, 2013)
- Enfantines op. 81 (2013. Mainz: Schott, 2015)
- Piyano da Trio Nr 2 op. 82 (2013. Mainz: Schott, 2014)
- Piyano da Trio Nr 3 op. 83 (2013. Mainz: Schott, 2014)
- Macbeth - Le lai de l ' Ombre op. 84 (2009. Mainz: Schott, 2016)
- Psyke op. 87 (2016)

### Orgel med ledsagelse af andre instrumenter
- Colloque No. 2 for Orgel og Klaver, op. 11 (1964/revideret 2005. Mainz: Schott, 2005)
- L'Infinito for Bas og Orgel, op. 13 (1965. Mainz: Schott, 2005)
- Intermezzo for Fløjte og Orgel, op. 17 (1969. Mainz: Schott, 2008)
- Symphonie Initiatique for 3 orgler, op. 18 (1969) - Vers. for 2 orgler (1990, Vers. for 4 hænder og fødder (2009. Mainz: Schott, 2016)
- Colloque No. 5 for Orgel og Klaver, op. 19 (1969/revideret 2005. Mainz: Schott, 2005)
- Sonate for Trompet / Violin og Orgel, op. 25 (1972)
- Koncert for Violin og Orgel op. 37 (1982)
- Andromède for Sopran og Orgel, op. 39 (1984. Mainz: Schott, 2007)
- Fred for blandet Kor (8 stemmer) og Orgel, op. 43 (1985.Mainz: Schott, 2012)
- Aube for blandet Kor (12 stemmer) og Orgel, op. 46 (1988. Mainz: Schott, 2016)
- Colloque No. 6 for Orgel og to Percussionister, op. 47 (1989)
- Fantaisie concertante for Cello og Orgel, op. 49 (1991. Mainz: Schott)
- Fête for Klarinet og Orgel, op. 55 (1995. Mainz: Schott, 2008)
- Écho for Fløjte, Klarinet, strygekvintet, Kor, Klaver og Orgel, op. 60 (1999. Mainz: Schott)
- Koncert for Trompet og Orgel - Ebauche d'un souffle - op. 64 (1985. Mainz: Schott, 2016)
- Colloque No. 7 (koncert for Klaver og Orgel) op. 66 (1998. Mainz: Schott, 2011.)
- Colloque No. 8 for Marimba og Orgel, op. 67 (2002. Mainz: Schott, 2008)
- La Révolte des Orgues for otte portativ-orgler, stort orgel og slagtøj, op. 69 (2005. Mainz: Schott, 2007)
- Colloque No. 9 for orgel og panfløjte, op. 71 (2008. Mainz: Schott, 2009)
- Répliques for stort orgel og en orgelpositiv, op. 75 (2009, Mainz: Schott, 2011)
- Ihr Himmel, Luft und Wind for 8 stemmer, kor, op. 76 (2010, Mainz: Schott, 2010)
- Colloque N. 10 til 7 trompeter, orgel og slagtøj, op. 86 (2016, Mainz: Schott, 2016)

### Orkester
- Inventions for Orgel og orkester (Orgelkoncert nr. 1), op. 7 (1960. Mainz: Schott)
- Triptyque for strygeorkester, vandt (1965. Paris: Leduc)
- Koncert héroïque for Orgel og orkester (Orgelkoncert nr. 2), op. 10 (1963/revideret 2005. Mainz: Schott, 2005)
- Le Jugement Dernier: Oratorium for kor, solister, orgel og orkester (1965. Paris: Leduc)
- Orgelkoncert nr. 3 for Orgel og strygeorkester, op. 14 (1965. Mainz: Schott)
- Colloque No. 4 for Orgel, Klaver og to Percussionister, op. 15 (1966. Mainz: Schott, 2006)
- Klaverkoncert Nr 1 for Klaver og orkester, op. 16 (1969. Paris: Leduc)
- Judith Symphonie for Mezzo-sopran og orkester op. 21 (1970. Mainz: Schott)
- Symfoni nr. 2 for strygeorkester op. 27 (1974. Mainz: Schott, 2005)
- Symfoni nr. 3 ("La Foule") for stort orkester og 2 guitarer op. 30 (1977)
- Orgelkoncert nr. 4 for Orgel og orkester, op. 31 (komponeret i 1978)
- Concerto Grosso for Orkester op. 32 (1978/2008)
- Orgelkoncert nr. 5 ("Roi Arthur") for Orgel og messingkvintet, op. 35 (1979. Mainz: Schott)
- Klaverkoncert Nr 2 for Klaver og orkester op. 44 (1986. Mainz: Schott)
- Basun-Koncert for Basun (solo), 4 trompeter, 3 tromboner, 3 tubas og to percussionister op. 48 (1990. Mainz: Schott)
- Fantaisie concertante for Cello og Orkester, op. 49 (1991-2016. Mainz: Schott, 2016)
- Missa Interrupta for Sopran og Orgel, messingkvintet, Percussion og Kor, op. 51 (1995. Mainz: Schott)
- Fête for Klarinet og orkester, op. 55 (1995)
- Koncert 2000 for Orgel og orkester, op. 62, (2000. Mainz: Schott)
- Koncert for Trompet og Orgel ("L'Ébauche d 'un souffle"), op. 64 (1985. Mainz: Schott)
- Orgelkoncert nr. 6 for Orgel og Orkester, op. 68 (2002. Mainz: Schott)
- Orgelkoncert nr. 7 for Orgel og Orkester, op. 70 (2006. Mainz: Schott, 2007)
- Stabat Mater for Orgel, Soli og Orkester, op. 85 (1980)

### Kammermusik
- Colloque No. 1 for Fløjte, obo, violin og klaver op. 2 (1956. Mainz: Schott, 2005)
- Sonate Nr 1 for Klaver op. 5 (1958. Paris: Éditions Musicales Amphion, 1974)
- Cantilia for Klaver, Harpe, Pauker og 4 Celli op. 6 (1960. Mainz: Schott)
- Toccata (piano version) op. 9b ( 1962. Mainz: Schott)
- Colloque No. 3 for Obo, Harpe, Celeste, Percussion, 4 Celli og 2 kontrabasser op. 12 (1964. Mainz: Schott)
- Quatuor for Obo og strygekvartet op. 22 (1971.Schott 2016)
- Cantiliana for Fløjte (eller violin) og klaver op. 24 (1972. Schott 2014)
- Poème de la Main for Lyrisk sopran og klaver op. 29 (1975.Mainz: Schott, 2016)
- Sonate Nr 2 for Klaver op. 33 (1978)
- Deux Pièces: Nocturne et Improviseret for Klaver op. 56 (1967. Mainz: Schott, 2015)
- Trio for 3 Violoncelli (uddrag fra Diderot à corps perdu) op. 59 (1999)
- Augure for Klaver op. 61 (1999. Mainz: Schott, 2005)
- Co-incidens for Violin solo, op. 63 (1996. Mainz: Schott, 2010)
- Epitases for pedal klaver ("Dobbelt Klaver Borgato"), op. 65 (2002. Mainz: Schott.) og Version for 2 klaverer)
- Chronique for Percussion Trio op. 73 (2009)
- Impulso for Fløjte solo, op. 74 ( 2009. Mainz: Schott, 2015)
- Poème for 4 hænder, Klaver og Slagtøj, op. 78 ( 2012. Schott, 2014)
- Valse Oubliée for Klaver, op. 79 ( 2012. Mainz: Schott, 2012)
- Main menu for Mezzo-Sopran og Klaver, op. 80 ( 2012)

### Teatermusik/oratorium
- Pièces brèves pour l'émission "Échappée par le ciel" (Upublicerede)
- Diderot à corps perdu (komponeret i 1973. Ikke offentliggjort.)

### Andre uden opus-nummer
- Le Jugement Dernier Oratorium for Soli, Kor, Orgel og Orkester (A. Leduc, 1965)
- Kadence for første sats af Orgelsymfoni nr. 6 af Charles-Marie Widor (Mainz: Schott, 2017)
- Pensieri pour Claude Bernard (ikke offentliggjort).
- Kadencer til Beethovens Violinkoncert
- Kadence for Mozarts Klaverkoncert N. 24 - K. 491
- Kadence for J.S. Bach: Kromatisk Fantasi og Fuga i d-mol BWV 903
- Kadencer for C.P.E. Bach: Orgelkoncerter Wq 34 & 35 (Mainz: Schott, 2017)
- Kadence for Mozarts Kirkesonate K. 336 (Mainz: Schott, 2017)

### Transskriptioner for orgel
- Johann Sebastian Bach: Das musikalische Opfer BWV 1079 (Mainz: Schott, 2005)
- Johann Sebastian Bach: Goldberg-variationer BWV 988 (ikke Offentliggjort).
- Johann Sebastian Bach: Sarabande fra Partita for lut - BWV 997 (ikke Offentliggjort).
- Johann Sebastian Bach: Badinerie fra orkester suite nr. 2 BWV 1067 (ikke Offentliggjort).
- Georg Friedrich Händel: 16 Koncerter for orgel og orkester (med kadencer) (Kadencer: Mainz: Schott, 2017)
- Georg Friedrich Händel: Alla Hornpipe fra "Water Music" (Mainz: Schott, 2014)
- Franz Liszt: Fantaisie et fugue sur le nom de BACH (syncretic version) (Mainz: Schott, 2005)
- Franz Liszt: Orpheus (Mainz: Schott, 2005)
- Franz Liszt: Prometheus (Mainz: Schott, 2008)
- Franz Liszt: Valse oubliée No. 1 (Mainz: Schott, 2007)
- Franz Liszt: Salme XIII (Mainz: Schott, 2009)
- Franz Liszt: Tasso (Mainz: Schott, 2012)
- Wolfgang Amadeus Mozart: Adagio og Fuga i c-mol K. 546 (Paris: Éditions Musicales Amphion)
- Wolfgang Amadeus Mozart: Adagio og Rondo i c-mol K. 617 (Paris: Éditions Musicales Amphion)
- Modest Musorgskij: udstillingsbilleder (Mainz: Schott, 2005)
- Sergej Prokofjev: March fra opera "Kærligheden til De tre appelsiner" (Bonn: Robert Forberg)
- Sergej Prokofjev: Toccata op. 11 (Bonn: Robert Forberg)
- Sergej Rachmaninov: Symfoniske Danse op. 45 - Version for to orgler og for fire hænder og fødder (Mainz: Schott, 2015)
- Igor Stravinskij: Tre danse fra "Petrouchka" (Upublicerede)
- Pjotr Ilitj Tjajkovskij: "Scherzo" fra Symfoni nr. 6 ("Pathétique") (Mainz: Schott, 2006)
- Pjotr Ilitj Tjajkovskij: Sukkerfeens dans fra Nøddeknækkersuiten (Mainz: Schott, 2014)
- Giuseppe Verdi: "Quattro Pezzi Sacri"
- Antonio Vivaldi: Koncert i D-dur (Paris: Éditions Musicales Amphion)
- Antonio Vivaldi: Koncert i d-mol (Mainz: Schott, 2014)